# Nassau (Wyspy Cooka)
Nassau – osada na Wyspach Cooka; na wyspie Nassau; 44 mieszkańców (2006). Przemysł spożywczy.